# .17 Remington
El .17 Remington fue introducido en 1971 por Remington Arms Company para su rifles modelo 700.

## Características
Está basado en el casquillo del .223 Remington ajustado a .172 pulgadas (4.37 mm), con el hombro rebatido. Estuvo diseñado exclusivamente para la caza de alimañas, aunque también es adecuado para la caza de depredadores pequeños. Algunos como P.O. Ackley lo usaron para cazar animales más grandes, pero no es un caso típico.
Genera velocidades extremadamente altas (4000 pies/segundo) que le confieren una máxima distancia efectiva de 400 metros para cazar coyotes, perros de la pradera, zorros, entre otros, pero su bajo coeficiente balísitco lo hace extremadamente sucecptible a ser desviado por vientos cruzados. 

## Dimensiones

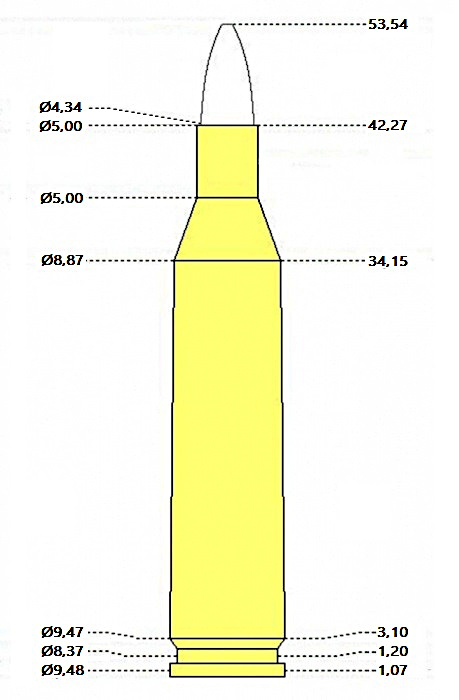

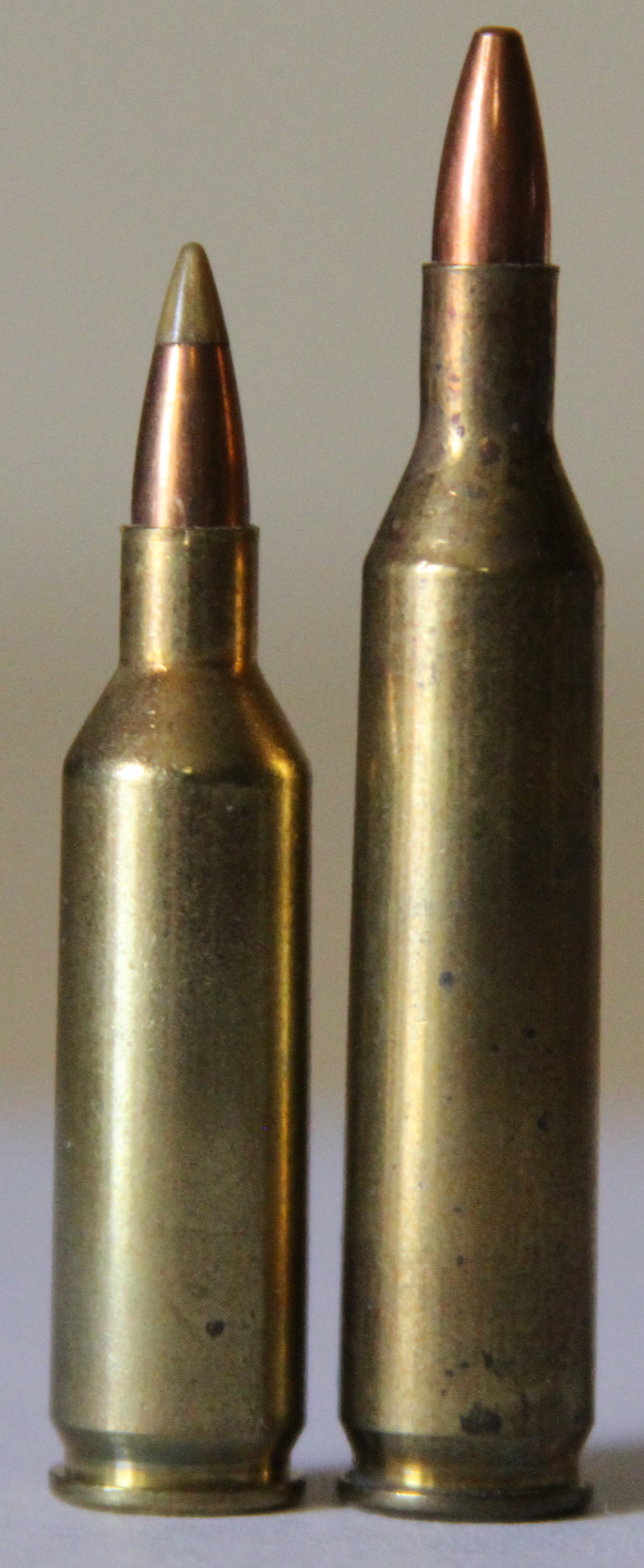
.17 Remington Fireball al lado del .17 Remington
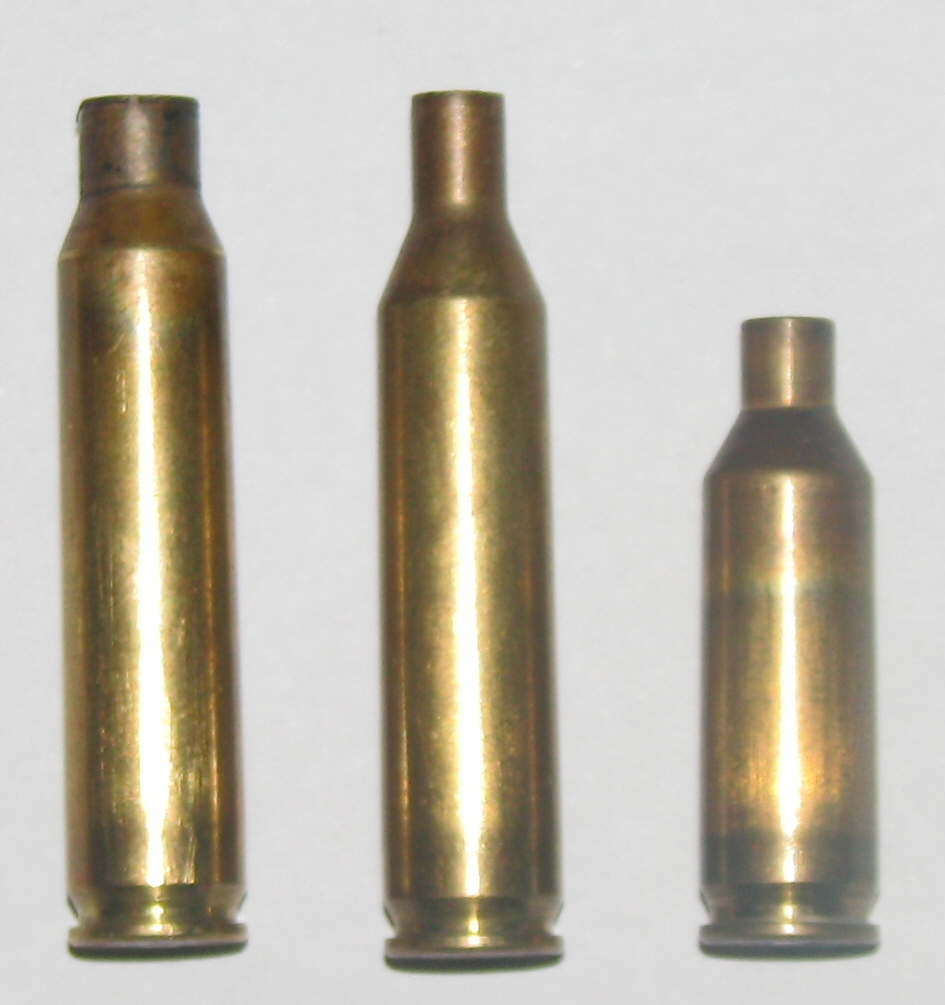
Izquierda a derecha - .223 Rem, .17 Rem, .17 Fireball